# Mastax alternans
Mastax albonotata és una espècie de coleòpter dins la família dels caràbids amb distribució restringida a República Democràtica del Congo.